# برينت باورز
برينت باورز (بالإنجليزية: Brent Bowers)‏ هو لاعب كرة قاعدة أمريكي، ولد في 2 مايو 1971 في أوك لاون في الولايات المتحدة.

## وصلات خارجية
- برينت باورز على موقع دوري كوريا الجنوبية لكرة القاعدة (الإنجليزية)
- برينت باورز على موقعبيزبول رفرنس.كوم (الدوري الرئيسي) (الإنجليزية)
- برينت باورز على موقعبيزبول رفرنس.كوم (الدوري الثانوي) (الإنجليزية)
- برينت باورز على موقع مشجعي الرسوم البيانية (الإنجليزية)